# Centro Unesco Getafe-Madrid
El Centro Unesco Getafe-Madrid es una asociación española fundada en 2005 en Getafe para dar visibilidad a los ideales Unesco en el marco de la sociedad civil de la Comunidad de Madrid, realizando actividades que se inspiren en los Objetivos de Desarrollo Sostenible y en la celebración de los días Unesco. Fue impulsado por el Ministerio de Asuntos Exteriores. Es un organismo que forma parte de la red de centros, asociaciones y clubes de la Unesco y promueve los fundamentos del espíritu y propósitos de la Unesco y de la Organización de las Naciones Unidas mediante actividades de comunicación, educación, cultura, ciencias naturales y sociales.

## Historia
El Club UNESCO Getafe se constituyó el 11 de noviembre de 2005. Se creó una asociación de interés general y utilidad pública, sin ánimo de lucro, de carácter no gubernamental, libre e independiente, al amparo del artículo 22 de la Constitución Española, de la Ley Orgánica 1/2002 reguladora del Derecho de Asociación. El objetivo era promover la comprensión de los objetivos y los ideales de la Unesco, entre los que se encuentran la afirmación y defensa de los derechos humanos, la contribución al logro de la paz y la seguridad internacional, la conservación del medio, y la consecución de la igualdad y la justicia. Todos los centros del mundo trabajan en la realización de los programas y actividades de acuerdo a las directrices su respectiva Comisión Nacional de cooperación con Unesco.
El 4 de febrero de 2008 la Asamblea General aprobó un cambio de denominación y pasó de llamarse Club UNESCO Getafe a Centro UNESCO Getafe. Posteriormente, el 15 de abril de 2015, este nombre cambió por el de Centro UNESCO Getafe-Madrid.
Su sede se encuentra en la Calle Ramón y Cajal 22 de Getafe, en la Antigua Fábrica de Harinas de Getafe.

## Objetivos
El Centro UNESCO Getafe-Madrid tiene los objetivos que se enmarcan en la Constitución de la Unesco y en la Carta de las Naciones Unidas, que son:
1. Dar a conocer las actividades que desarrolla la UNESCO en los campos de la educación, la ciencia, la cultura y la comunicación, manteniendo su independencia respecto a todos los partidos políticos y agrupaciones religiosas y filosóficas.
2. Contribuir a la paz y a la seguridad estrechando, mediante la educación, la ciencia y la cultura, la colaboración entre las naciones, a fin de asegurar el respeto universal a la justicia, a la ley, a los derechos y libertades fundamentales que sin distinción de raza, sexo, idioma o religión, la Carta de la Naciones Unidas reconoce a todos los pueblos del mundo.
3. Fomentar la comprensión internacional, la solidaridad, la cooperación y la paz mundial, por medio del reconocimiento de las culturas nacionales y del patrimonio cultural de la humanidad.
4. Participar en el desarrollo integral de la comunidad local, provincial, regional, nacional e internacional mediante relaciones directas con organizaciones similares.
5. Fomentar y participar en los procesos de desarrollo humano, llevando a la práctica actuaciones destinadas a contribuir a una sociedad más justa y participativa a través de la promoción de la cooperación, al desarrollo con los países más desfavorecidos, mediante la formación, la educación, la investigación y la adaptación de las tecnologías transferibles a las condiciones locales.
6. En particular contribuir y participar en la defensa y protección del medio ambiente, y del patrimonio artístico del ámbito territorial que le es propio, y en general, en cualquier otro ámbito territorial.

## Reconocimientos
El 10 de noviembre de 2022, se inauguró la Plaza de la Unesco en Getafe y se colocó una placa conmemorativa realizada en cerámica de Talavera de la Reina. La alcaldesa de Getafe destacó la labor realizada por el centro en estos años.